# Valentin Porte
Valentin Porte, född 7 september 1990 i Versailles, är en fransk handbollsspelare. Han är vänsterhänt och spelar i anfall som högernia eller högersexa.
Han har under sin karriär vunnit guld i OS, VM, EM och Champions League.

## Utmärkelser
- Riddare av Nationalförtjänstorden,  30 november 2016[4]
- Riddare av Hederslegionen,  8 september 2021[5]

[Redigera Wikidata]